# Gunneby
Gunneby is een plaats in de gemeente Tjörn in het landschap Bohuslän en de provincie Västra Götalands län in Zweden. De plaats heeft 57 inwoners (2005) en een oppervlakte van 19 hectare. Gunneby ligt op het via een brug met het vasteland verbonden eiland Tjörn en wordt omringd door zowel landbouwgrond en bos als rotsachtig gebied en op zo'n vijfhonderd meter van de plaats ligt een baai van de zee.

## Verkeer en vervoer
Bij de plaats loopt de Länsväg 169.